# Ignacio José III Younan
Ignacio José III Younan (Hassaké, Siria, 15 de noviembre de 1944) es el actual Patriarca de Antioquía de los sirios católicos de todo Oriente desde su elección el 20 de enero de 2009.

## Biografía
Tras su ordenación sacerdotal fue párroco en Beirut y profesor de seminario. Desde 1986 estuvo destinado en Estados Unidos, en la Eparquía de Nuestra Señora de la Liberación de Newark de los Siriacos. En 1995, Juan Pablo II le nombró eparca de esta Eparquía, y visitador apostólico de los fieles siro-católicos de América Central.
Fue elegido como Patriarca el 20 de enero de 2009 por el Sínodo siro-católico, reunido en Roma bajo la presidencia del cardenal Leonardo Sandri, Prefecto de la Congregación para las Iglesias Orientales.
Benedicto XVI le concedió la comunión eclesiástica que puso de manifiesto en su Visita a Roma el 19 de junio de 2009 coincidiendo con el inicio del Año Sacerdotal. El Patriarca Ignacio José III Younan celebró la Santa Misa por el rito siriaco en la Basílica de Santa María la Mayor como signo de esta comunión.

## Actividades
El patriarca ha visitado a miembros de su congregación en diversas áreas de la diáspora, incluyendo Australia y los Estados Unidos.
Yonan ha sido muy activo en la solicitud de beatificación para Flavianus Michael Malke, quien fue beatificado en 2015.
Ha llamado continuamente a los países occidentales a no apoyar a los insurgentes en Siria "solo para hacer caer el régimen de Assad" y a encontrar otra forma de resolver el conflicto. También ha condenado su falta de preocupación por los cristianos del Medio Oriente.

## Galería

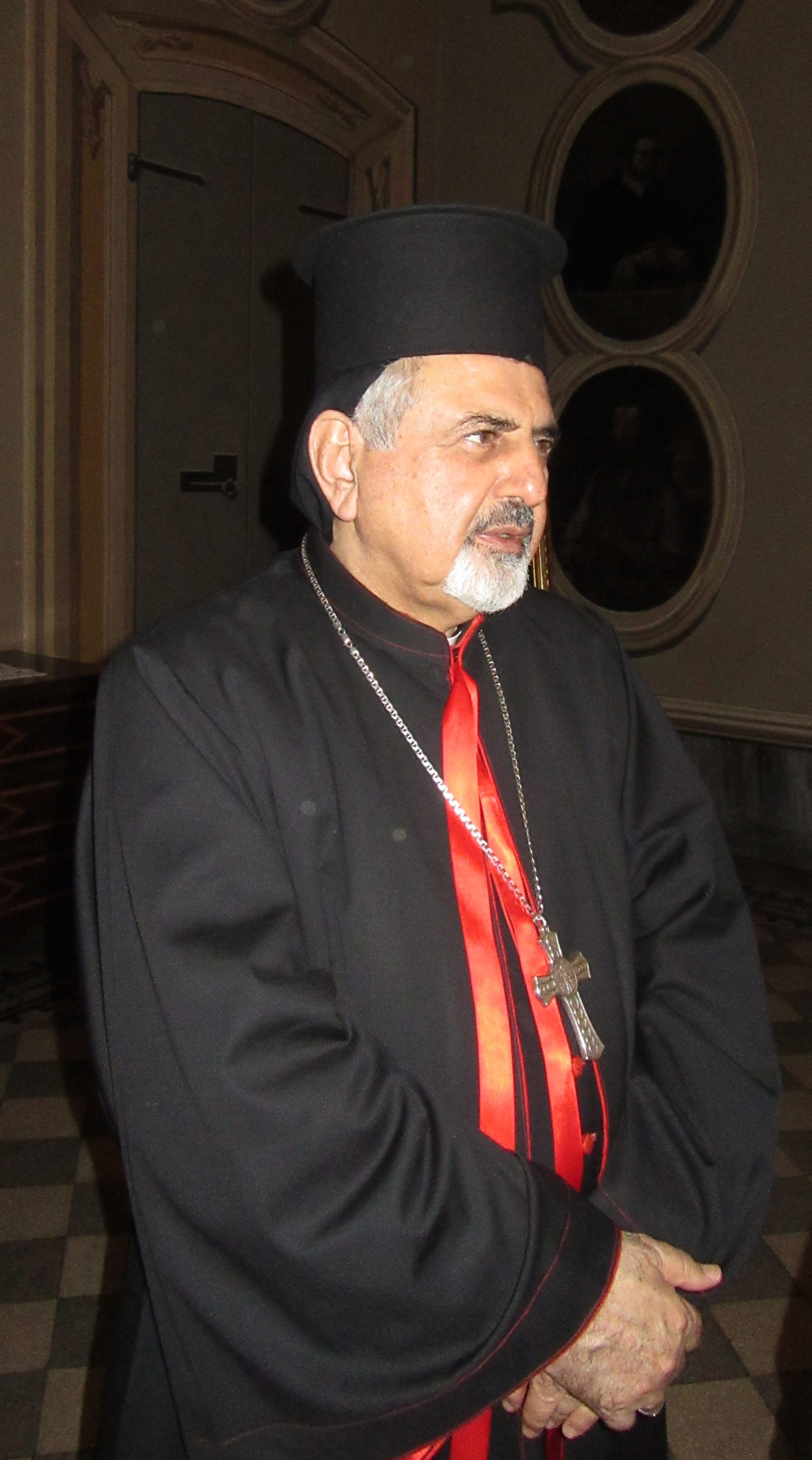
Ignacio José III en Lodi, 20 de febrero de 2017.
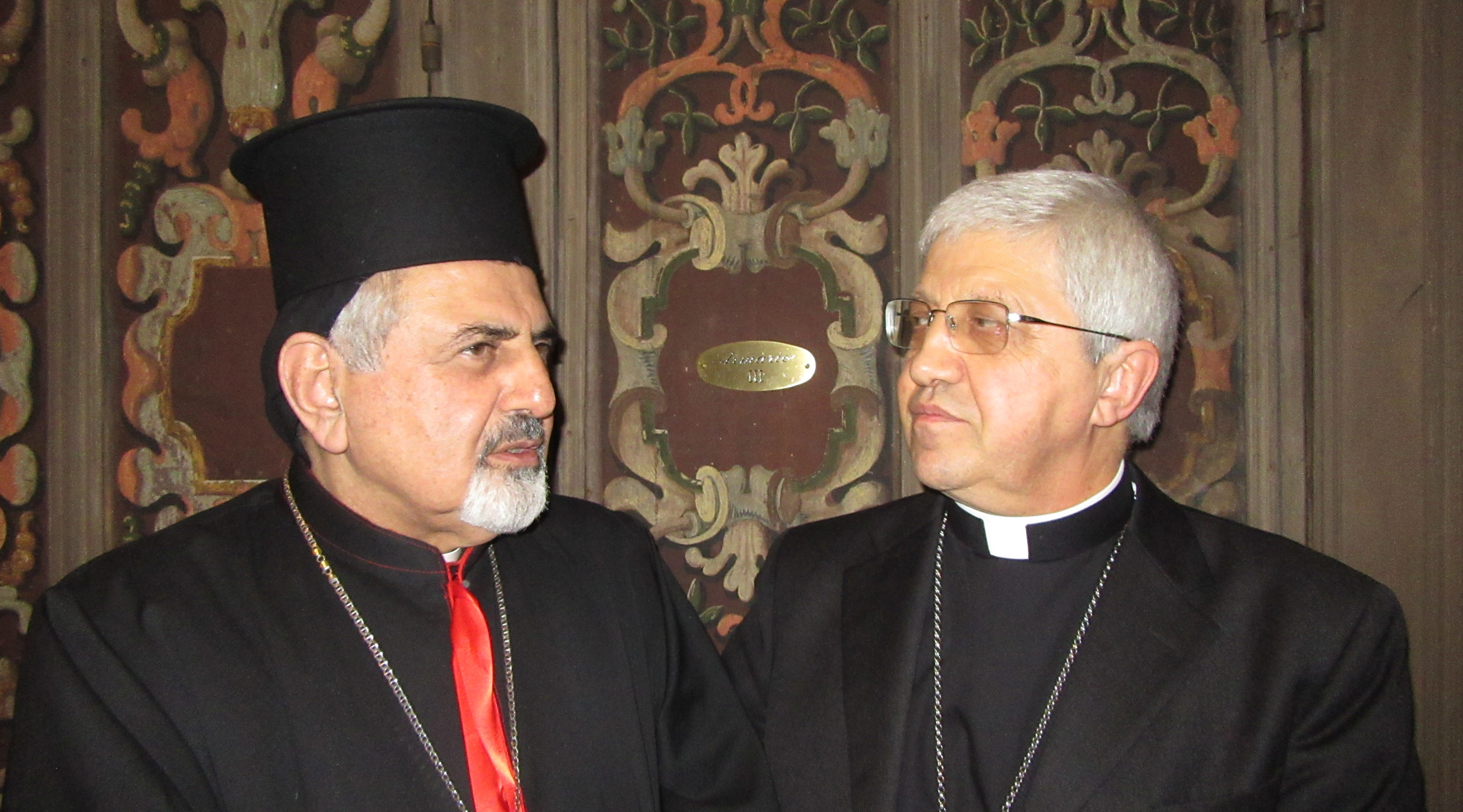
Ignacio José III con monseñor Mauricio Malvestiti en Lodi, 20 de febrero de 2017.

## Sucesión
| Predecesor: Ignacio Pedro VIII Abdel-Ahad | Patriarca de Antioquía de los sirios católicos 2009 - | Sucesor: En el cargo |